# 6e division blindée (États-Unis)
La 6e division blindée de l'armée des États-Unis (Super Sixth, Super sixième en français) était une division blindée de l'armée des États-Unis pendant la Seconde Guerre mondiale. 
Créée en 1942 lors de la Seconde Guerre mondiale, elle participe à la bataille de Normandie puis à la libération de la Bretagne, à la bataille des Ardennes et à la campagne d'Allemagne. Elle était dirigée par le général Grow. 

## Histoire

### Bataille de Normandie

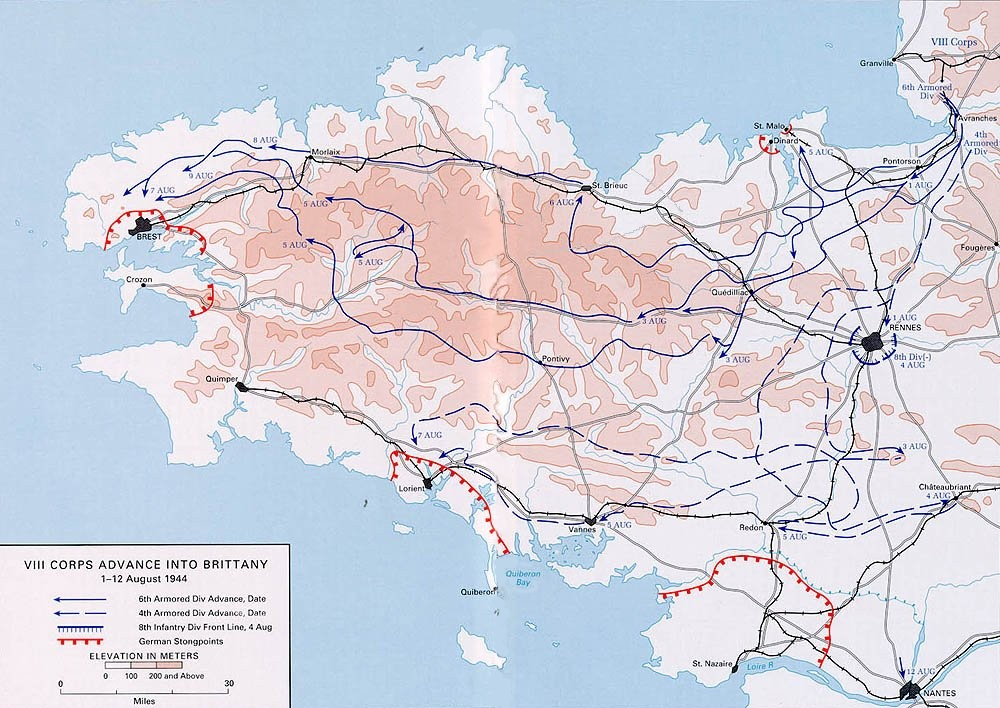
Avance de la 6e division blindée en nord-Bretagne (trait continu) en juillet 1944.

La 6e division blindée américaine commandée par le général Robert W. Grow et forte de 15 000 hommes a débarqué à Utah-Beach le 18 juillet 1944. Fer de lance de l'opération Cobra conduite par le général George J. Patton, elle a percé le front de Normandie à Avranches le 31 juillet.
Le 5 août, la division entre dans le Finistère par le village de Poullaouen où un accrochage coûta la vie à 2 soldats américains, le Lt Phillip E. Higinbotham et le PFC John D.Gemmill. 
Ils seront les deux premiers soldats de la division à perdre la vie dans le département.
Les combats continuent pour la 6e DB qui subit la perte de 5 soldats américains à Pont-Mikael sur la commune de Locmaria-Berrien après qu’un char américain, commandé par le lieutenant John W.Schnepp fut arrêté par une mine. Les Allemands avaient installé une mitrailleuse sur la colline en face et ont tué le conducteur du blindé, le soldat Ewel B. Bennet, ainsi que 3 de leurs camarades venus à leur secours : les 2Lt James Durden et 1st Lt Herbert Weider, ainsi que le soldat Charles Bair. 
Peu après, la division libère Huelgoat où encore une fois des combats meurtriers coûteront la vie à 3 autres américains, les soldats Fred K. Blaylock ainsi que  Santos de Nuziato et le Sgt Fred H. Seidenburg après qu’une roquette allemande ait détruit leur char.
La 6e division blindée était devant Brest le lundi 7 août en fin d'après-midi. 
Une plaque commémorative, dite « Mémorial de Lormeau », située à Plabennec, évoque la mémoire de 75 soldats de la 6e division blindée américaine tués dans la région de Plabennec et Plouvien les 8 et 9 août 1944. Elle porte l'inscription suivante : « À la mémoire des 75 soldats de la 6e division blindée morts au combat les 8 et 9 août 1944 pour libérer cette terre - Sur la pierre et dans notre cœur à jamais. »
Du 18 juillet 1944 au 8 mai 1945, 1275 hommes de la 6e DB sont morts au combat.

### Campagne d'Allemagne

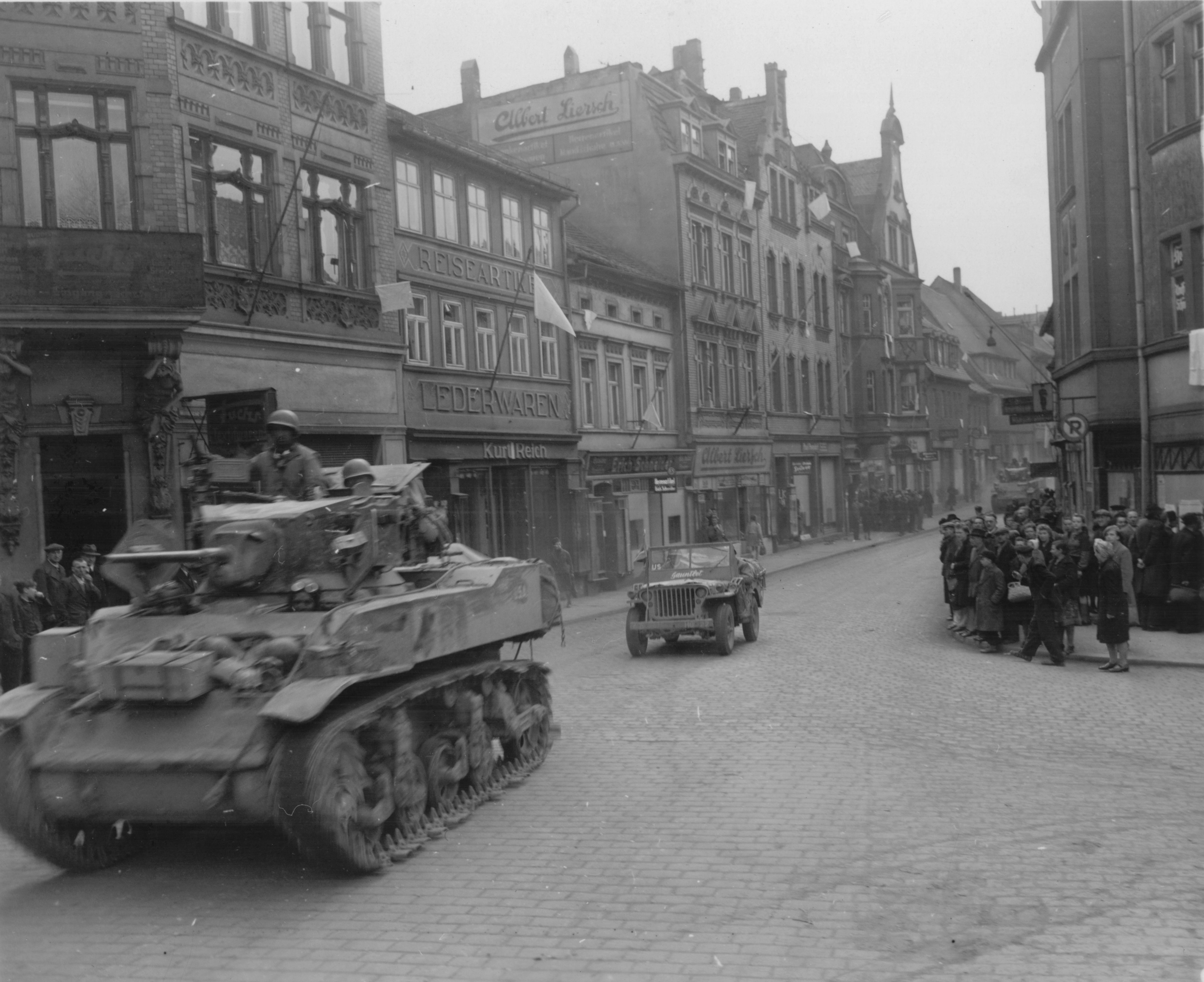
Entrée de la division à Zeitz le 16 avril 1945.

Cette division blindée est dissoute en 1945.

### Guerre froide
La division est recréée en 1950 lors de la guerre froide et à nouveau dissoute en 1956.

## Ordre de bataille (1944)
Ordre de bataille (1944)

### Blindés
- 15e bataillon de chars
- 68e bataillon de chars
- 69e bataillon de chars
- 86e escadron de reconnaissance

### Infanterie
- 9e bataillon d'infanterie mécanisée
- 44e bataillon d'infanterie mécanisée
- 50e bataillon d'infanterie mécanisée

### Artillerie
- 128e bataillon d'artillerie blindée de campagne
- 212e bataillon d'artillerie blindée de campagne
- 231e bataillon d'artillerie blindée de campagne

### Autres
- 25e bataillon de génie blindé
- 146e compagnie de transmission blindée
- 146th Armored Signal Company
- services